# シボレー・スプリント
スプリント（Sprint ）は、シボレーがかつて製造・販売していた小型乗用車である。

## 初代（1984年 - 2004年）
1984年発表。翌年にはカナダでも販売された。1986年にマイナーチェンジが実施され商品力を上げた。同年コロンビアでの販売を開始、2004年まで販売された。

## 2代目（1989年 - 1994年）
1989年発表。GMがジオブランドを創設したことを受けてカナダのみでの販売となった。1991年にマイナーチェンジを実施。1994年にモデル廃止。
後継はシボレー・メトロ。